# Vägrätt
Vägrätt avser en laglig rättighet att ordna väg över mark som ägs av någon annan. 
I Sverige avses med vägrätt den rätt som det allmänna med stöd av väglagen kan ha att anlägga en allmän väg på mark som inte ägs av det allmänna, medan det i Finland med vägrätt avses den rätt som en enskild genom lantmäteriförrättning kan få att ta väg över annans mark (vilket i Sverige brukar lösas genom servitut eller gemensamhetsanläggning).

## Källhänvisningar
1. ↑  Trafikverket (SE): "7. Markåtkomst", 5 maj 2011, läst 2021-09-24
2. ↑  Lantmäteriverket (FI): "Förrättning av enskild väg", läst 2021-09-24